# Fernando Alonso de Coca

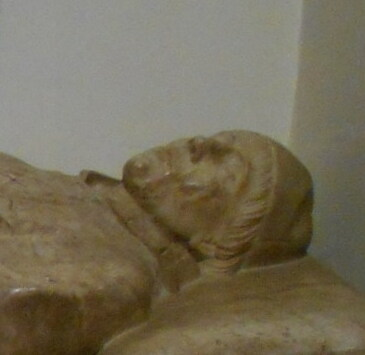
Sepulcro en la iglesia parroquial de San Pedro (Ciudad Real),

Fernando Alonso de Coca (Ciudad Real, ¿?-Ciudad Real, 1500) fue un chantre (esto es, maestro cantor del coro) de la catedral de Coria (Cáceres), capellán de los Reyes Católicos, confesor de Isabel I de Castilla y canónigo-fabriquero de Sigüenza (Guadalajara), donde estuvo encargado de todo lo relativo a las obras de la catedral durante el episcopado del cardenal don Pedro González de Mendoza. Su escudo figura en algunos de los respaldos de la sillería del coro de la misma, realizada entre 1487 y 1491 por diversos autores, uno de ellos el entallador Francisco de Coca, muy probablemente pariente suyo.
Empezó su carrera eclesiástica como párroco de la Iglesia de San Pedro de Ciudad Real y en su época prosperó la ciudad al albergar la sede de la Inquisición (1483-1485) y la Chancillería real (1494-1505) hasta que ambas instituciones se trasladaron a Toledo y a Granada respectivamente. Dirigió además parte de la construcción de la iglesia de San Pedro (Ciudad Real), por cuyo motivo se ganó una capilla en este templo en la cual yace hoy enterrado. Su tumba posee una estatua yacente donde figura su efigie en alabastro, acompañada a sus pies de un paje reclinado; el conjunto recuerda mucho la sepultura del doncel de Sigüenza, en cuya catedral él mismo trabajó. Vestigios de su casa de estilo gótico construida en el siglo XV quedaron hasta el siglo XX en esta dicha ciudad (núm 17 de la calle Real). Ya solo hay testimonios fotográficos de la misma, pero subsiste la puerta y una ventana superior geminada en arcos lobulados, con motivos heráldicos. Su blasón es un árbol central atacado por dos leones laterales.